# Hippokratidas
Hippokratidas (starořecky Ιπποκρατίδας) z královského rodu Eurypontovců byl králem Sparty (zřejmě mytickým) pravděpodobně mezi lety 600 před Kr. a 575 před Kr.
Jméno spartského krále Hippokratida známe od historika Herodota z jeho díla Historie. V tomto díle Hérodotos zaznamenal genealogii krále Leótychida II. Ta slouží historikům jako vodítko při sestavování seznamu králů Sparty rodu Eurypontovcov.
Herodotův text prozrazuje, že předchůdcem Hippokratida byl Leótychidas a jeho následníkem Agésilaos (za předpokladu, že se trůn dědil vždy z otce na syna). Existuje však i seznam od Pausania, který se od Herodotova v jménosloví králů hlavně z období přibližně od poloviny sedmého století před Kr. do začátku pátého století před Kr. odlišuje (od krále Theopompa). Kvůli chybějícím dobovým doklady k potvrzení jedné, nebo druhé verze historici asi tento problém nevyřeší.
O Hippokratidovi a jeho vládě Herodotos nepíše a výjimkou nejsou ani ostatní antičtí autoři. Ale historik Plutarchos ve svém díle Moral, která obsahuje také výroky Sparťanů, zaznamenal i Hippokratidovu odpověď Satrapa Kari, který mu napsal dopis, protože muž ze Sparty byl zasvěcen do komplotu jistých spiklenců, ale nic o tom neřekl; satrapa se v něm ptal jako by s ním měl naložit. Hippokratidas mu odepsal toto: "Pokud mu chceš udělat velkou laskavost, tak ho pošli na smrt; ale pokud ne, tak ho vyžeň ze své země, vždyť pokud šlo o nějakou ctnost, tak to byl vždycky zbabělec."